# تشوي يو جين
تشوي يو جين هي ممثلة كورية جنوبية -كندية ولدت في 27 يوليو 1983.أشتهرت في 2012 بسبب مشاركتها في برنامج الرقص مع النجوم النسخة الكورية.